# Ligne de tramway 81 (SNCV Groupe de Charleroi)
La ligne 81 est une ancienne ligne du tramway vicinal de Charleroi de la Société nationale des chemins de fer vicinaux (SNCV) qui reliait Charleroi à Goutroux.

## Histoire
31 mai 1959 : fusion avec la ligne 54/55 (service transversal).
28 mai 1961 : suppression du service transversal 53/81, retour au service d'avant le 31 mai 1959.

## Exploitation

### Horaires
Tableaux :
- 1931 : 437, numéro partagé avec les lignes 74 Charleroi - Montigny-le-Tilleul et 437B Charleroi - Thuillies ;
- 1958 : 881.